# 博雅卡

博雅卡（西班牙語：Bojacá）是哥倫比亞的城鎮，位於該國中部，由昆迪納馬卡省負責管轄，距離首府波哥大40公里，始建於1537年10月16日，面積109平方公里，海拔高度2,602米，2005年人口8,788。